# Савранське
Савра́нське (до 01.02.1945 року Ляхове) — село Піщанської сільської громади у Подільському районі Одеської області України.
Розташоване за 37 км від міста Балта. На півдні межує з селом Пужайкове, на сході з селом Байбузівка, на півночі з селом Бандурове Голованівського району Кіровоградської області та на заході з селом Гербине.

## Історія
За адміністративними поділами — з 16 сторіччя Брацлавський повіт, з 19 сторіччя Балтський повіт, 20 сторіччя Балтський район.
12 червня 2020 року, відповідно до Розпорядження Кабінету Міністрів України від № 724-р «Про визначення адміністративних центрів та затвердження територій територіальних громад Одеської області», увійшло до складу Піщанської сільської територіальної громади.
19 липня 2020 року, в результаті адміністративно-територіальної реформи і ліквідації Балтського району, село увійшло до складу новоутвореного Подільського району.

## Населення
Згідно з переписом 1989 року населення села становило 466 осіб, з яких 190 чоловіків та 276 жінок.
За переписом населення 2001 року в селі мешкало 325 осіб.
Станом на осінь 2021 року в селі проживає близько 55 мешканців.

### Мова
Розподіл населення за рідною мовою за даними перепису 2001 року:
| Мова       | Відсоток |
| ---------- | -------- |
| українська | 94,62 %  |
| молдовська | 4,43 %   |
| російська  | 0,95 %   |

## Визначні пам'ятки
Біля села знайдені два поселення епохи бронзи.